# Mario Lemieux
Mario Lemieux, OC, CQ ([maʁjo ləmjø]; * 5. Oktober 1965 in Montreal, Québec) ist ein ehemaliger kanadischer Eishockeyspieler und heutiger -funktionär. Er spielte von 1984 bis 2006 in der National Hockey League (NHL) für die Pittsburgh Penguins auf der Position des Centers. Lemieux gilt als einer der besten Spieler überhaupt. In seiner insgesamt 17 Spielzeiten dauernden NHL-Karriere gewann er mit den Penguins zweimal den Stanley Cup. Zu seinen weiteren individuellen Auszeichnungen zählen unter anderem die dreimalige Ernennung zum wertvollsten Spieler der NHL sowie der sechsfache Gewinn der Art Ross Trophy als bester Scorer der Liga.
Lemieux’ Karriere wurde von mehreren, oft schweren Krankheiten überschattet. 1993 wurde bei ihm das Hodgkin-Lymphom diagnostiziert, wodurch er die gesamte Saison 1994/95 aussetzen musste und schließlich, nach erfolgreicher Behandlung der Krankheit, 1997 seine Karriere für beendet erklärte. Daraufhin verzichtete die Hockey Hall of Fame auf die sonst übliche Wartezeit von mindestens drei Jahren und nahm Lemieux bereits am 17. November 1997 als Mitglied auf. Nach drei Jahren gab Lemieux im Dezember 2000 seine Rückkehr aufs Eis bekannt und absolvierte bis zu seinem endgültigen Karriereende im Januar 2006 noch 170 Partien für Pittsburgh, in denen ihm 229 Scorerpunkte gelangen. Insgesamt bestritt „Le Magnifique“ 915 Spiele in der National Hockey League, dabei erzielte er 690 Tore und 1.723 Punkte. Mit einem Schnitt von 1,883 Punkten pro Spiel ist er hinter Wayne Gretzky (1,921 Punkte pro Spiel) der zweiterfolgreichste Scorer der NHL-Historie.
Auf internationaler Ebene gewann Mario Lemieux mit der kanadischen Nationalmannschaft unter anderem beim Canada Cup 1987, den Olympischen Winterspielen 2002 sowie beim World Cup of Hockey 2004 die Goldmedaille.
1999 kaufte Lemieux die zu diesem Zeitpunkt vom Bankrott und der Auflösung bedrohten Pittsburgh Penguins auf und ist seitdem Vorstandsvorsitzender sowie gemeinsam mit Ronald Burkle Besitzer des Franchise. Daneben ist er Vorsitzender der Mario Lemieux Foundation, die sich unter anderem der Erforschung des Hodgkin-Lymphoms sowie der medizinischen Behandlung von Neugeborenen widmet.

## Herkunft und Jugend (1965–1981)
Mario Lemieux wurde am 5. Oktober 1965 in Montreal in der kanadischen Provinz Québec geboren. Sein Vater Jean-Guy Lemieux war als Bauarbeiter tätig, seine Mutter Pierrette war Hausfrau. Gemeinsam mit seinen beiden älteren Brüdern Alain und Richard wuchs er im Arbeiterviertel Ville-Émard im Stadtbezirk Le Sud-Ouest auf. Im Alter von drei Jahren bekam er sein erstes Paar Schlittschuhe geschenkt. Gemeinsam mit seinen Brüdern spielte er im Keller des Hauses Hockey, wobei sie Holzlöffel als Stock und leere Plastikflaschen als Pucks benutzten. Im Winter trugen Lemieux’ Eltern Schnee in Flur, Ess- und Wohnzimmer und ließen ihn über Nacht gefrieren, damit die Kinder im Haus Schlittschuhlaufen konnten. Zusätzlich befand sich in unmittelbarer Nähe zum Wohnhaus ein Eishockeyspielfeld.
Lemieux schloss sich dem Juniorenteam Montréal Hurricanes an und erarbeitete sich schnell einen Ruf als bester Nachwuchsspieler Québecs. Mit den Hurricanes nahm er an zahlreichen Juniorenturnieren in ganz Québec teil und mitunter besuchten bis zu 5.000 Zuschauer die Partien der Hurricanes, um den Sechsjährigen spielen zu sehen. Neben seinen schlittschuhläuferischen Qualitäten stachen vor allem seine Übersicht auf dem Eis sowie sein Instinkt positiv heraus. Lemieux’ Status als Ausnahmeathlet führte mitunter dazu, dass er von Anhängern gegnerischer Teams verspottet und beleidigt sowie in einigen Fällen mit Unrat beworfen und angespuckt wurde.
Als einer der ersten National-Hockey-League-Funktionäre, der Lemieux spielen sah und sein Potenzial erkannte, gilt Trainer Scotty Bowman. Er prophezeite dem damals zwölfjährigen Lemieux eine hervorragende NHL-Karriere, bezeichnete ihn als das größte Talent, das er je gesehen habe und verglich ihn mit Wayne Gretzky, der zu diesem Zeitpunkt als 17-Jähriger in der Profiliga World Hockey Association aktiv war. Die Einschätzung Bowmans weckte das Interesse von Gretzkys Agenten Bob Perno, der ihn, nachdem er sich persönlich von den Fähigkeiten des Spielers überzeugt hatte, unter Vertrag nahm. Perno überzeugte Lemieux schließlich auch, im Zuge seines Wechsels in die Ligue de hockey junior majeur du Québec (LHJMQ) zur Rückennummer 66 zu wechseln, um den Vergleich mit Gretzky zu symbolisieren, dessen Rückennummer 99 zu seinem Markenzeichen gehörte. Lemieux selbst favorisierte ursprünglich die Rückennummer 27, die bereits sein ältester Bruder Alain trug. Für die Montréal Hurricanes lief er mit der Rückennummer 12 auf.

## Laval Voisins (1981–1984)

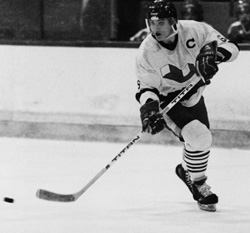
Lemieux im Trikot der Voisins de Laval (1984).

Im Alter von 16 Jahren wechselte Mario Lemieux in die LHJMQ und schloss sich den Voisins de Laval aus der nahe bei Montreal gelegenen Stadt Laval an. Die Voisins besaßen die Rechte an dem Spieler, da sie ihn im Sommer 1981 im Zuge des LHJMQ Midget Draft an erster Gesamtposition selektiert hatten. Im Zuge des Wechsels verließ er die Schule vor der zehnten Klasse; zusätzlich besuchte der aus dem frankophonen Québec stammende Lemieux einen Englisch-Sprachkurs, da ihm wie seinen Eltern lediglich wenige Worte und Redewendungen in englischer Sprache geläufig waren und er das Beherrschen der Sprache als unerlässlich für eine spätere professionelle Karriere erachtete.
Lemieux absolvierte in der LHJMQ-Saison 1981/82 64 Partien für die Voisins de Laval und war sogleich mit 94 erzielten Scorerpunkten erfolgreichster Akteur des Teams. In der darauffolgenden Saison konnte er seine Punkteausbeute erheblich steigern und in 66 Spielen 184 Punkte erzielen, darunter 100 Torvorlagen. Damit war er hinter Pat LaFontaine (234) und Claude Verret (188) drittbester Scorer der gesamten Liga.
Vor seiner dritten und letzten Spielzeit in der LHJMQ ernannten ihn die Voisins zu ihrem Mannschaftskapitän. Lemieux stellte in dieser Saison neue und bis heute gültige LHJMQ-Scoringrekorde auf: Ihm gelangen in 70 Spielen 133 Tore und insgesamt 282 Scorerpunkte. Seine 149 erzielten Assists waren zugleich die zweitmeisten der Ligahistorie (Pierre Larouche erzielte 157). In den Play-offs dieser Saison erreichte er mit den Voisins nach Siegen über die Granby Bisons und die Voltigeurs de Drummondville das Finale um den Coupe du Président, der Meisterschaftstrophäe der LHJMQ. In der im Best-of-Seven-Modus ausgetragenen Finalrunde bezwang Laval die Chevaliers de Longueuil mit 4:2 Siegen.
Lemieux wurde im Anschluss an die Spielzeit mit zahlreichen Auszeichnungen geehrt, darunter mit der Trophée Michel Brière und der Trophée Guy Lafleur als wertvollster Spieler der regulären Saison und der Play-offs; außerdem wurde er vom Dachverband Canadian Hockey League zum CHL-Spieler des Jahres ernannt. Durch den Gewinn der LHJMQ-Meisterschaft erspielten sich die Voisins die Teilnahme am Memorial Cup 1984, bei dem sie bereits in der Vorrunde ausschieden.

## Pittsburgh Penguins (1984–1997)

### NHL Entry Draft 1984
Lemieux galt bereits vor seinem Eintritt in die National Hockey League (NHL) als außergewöhnlicher Spieler, dessen Fähigkeiten die anderer Top-Juniorenspieler aus den 1970ern und 1980er Jahren weit übertrafen. Im Alter von neun Jahren tauchte sein Name erstmals in überregionalen Zeitungen auf und im Teenageralter wurde er bei nahezu jedem Spiel von Scouts der NHL-Franchises beobachtet. Obschon der NHL Entry Draft 1984 mit mehreren hochkarätigen Spielern besetzt war – darunter die zukünftigen Hockey-Hall-of-Fame-Mitglieder Brett Hull, Luc Robitaille und Patrick Roy – gab es keinen Zweifel, dass Lemieux als Gesamterster gewählt werden und die NHL für ihren kommenden Superstar den „roten Teppich ausrollen“ würde. Als Indiz für das Aufsehen, das der Spieler entfachte, kann die Tatsache gesehen werden, dass die Canadian Broadcasting Corporation den Draft erstmals landesweit im Fernsehen ausstrahlte.
Die Pittsburgh Penguins waren am Ende der NHL-Saison 1983/84 das schlechteste Team der Liga und besaßen folglich das erste Wahlrecht für den anstehenden Draft. Pittsburgh hatte 17 der letzten 21 Partien verloren und rutschte dadurch hinter die New Jersey Devils zurück, die lange Zeit am Ende der Tabelle platziert gewesen waren. Bob Butera, damaliger Präsident der Devils, bezichtigte die Penguins, Spiele absichtlich zu verlieren, um den letzten Tabellenplatz zu erreichen und sich dadurch die Rechte an Lemieux zu sichern. So wurden gegen Ende der Spielzeit der talentierte Verteidiger Randy Carlyle an die Winnipeg Jets abgegeben und Torwart Roberto Romano, nach zuvor überzeugenden Leistungen, zum Farmteam Baltimore Clippers in die American Hockey League geschickt. Aus Baltimore wurde Ersatztorwart Vincent Tremblay ins Team beordert, um „zu sehen was er kann.“ Tremblay kam in den verbleibenden vier Saisonspielen zum Einsatz, die allesamt verloren wurden, und erreichte einen Gegentorschnitt von 6 pro Spiel. Es waren zugleich seine letzten Einsätze in der National Hockey League.
Nachdem sich die Penguins das erste Wahlrecht gesichert hatten, begannen sie unverzüglich mit den Vertragsverhandlungen, die für Lemieux allerdings unbefriedigend voranschritten. Infolgedessen verweigerte er am Draft-Tag, nachdem er wie erwartet an erster Position selektiert wurde, General Manager Eddie Johnston den Handschlag und zog sich, entgegen der NHL-Tradition, auch nicht das Trikot des Clubs über. Am 19. Juni 1984 einigten sich beide Parteien schließlich auf einen Dreijahresvertrag im Wert von 575.000 US-Dollar. Es war der teuerste Vertrag, den bis dahin ein NHL-Rookie unterschrieben hatte. Lemieux erhielt zudem einen Unterschriftsbonus von 150.000 US-Dollar.

### „Rettung“ der Penguins
Die Anfang der 1980er Jahre finanziell angeschlagenen und sportlich erfolglosen Pittsburgh Penguins waren von einem Umzug in das kanadische Hamilton bedroht; die Ankunft Lemieux’ änderte dies kurzerhand. Schon den Draft hatten rund 3.000 Fans in der Civic Arena, Pittsburghs Heimspielstätte, verfolgt; zum Vergleich betrug der Publikumsschnitt in der Saison 1983/84 in der 16.033 Zuschauer fassenden Arena lediglich 6.839 Besucher. Pittsburghs Marketingdirektor Paul Steigerwald beschrieb den Tiefpunkt der Penguins so, dass lediglich 3.800 Zuschauer in die Arena kamen und der Großteil die Spieler ausbuhte sowie mit Obszönitäten belegte; einige trugen Papiertüten über ihren Köpfen.
In den ersten beiden Spielzeiten nach der Verpflichtung Lemieux’ stieg der Schnitt um insgesamt knapp 74 % auf zunächst 10.018 (1984/85) und schließlich 11.864 Zuschauer (1985/86) pro Spiel an. Bereits während seiner zweiten Saison im professionellen Eishockey machte das Management der Penguins keinen Hehl daraus, dass das Franchise nur dank Mario Lemieux noch in Pittsburgh beheimatet ist und der 20-Jährige für den Club „alles bedeutet“. Die Umstände verleiteten zu Vergleichen mit Bobby Orr, dessen Ankunft bei den Boston Bruins 1966 einen ähnlichen Effekt hervorrief und in zwei Stanley-Cup-Siegen 1970 und 1972 gipfelte.

### Etablierung als Superstar
Sportlich erfüllte Lemieux sofort alle in ihn gesetzten Erwartungen. Sein erstes Spiel bestritt er am 11. Oktober 1984 gegen die Boston Bruins. In dieser Partie gelang ihm bereits 18 Sekunden nach Spielbeginn sein erster Assist, nachdem Teamkollege Doug Shedden seinen Pass vorbei an Bostons Schlussmann Pete Peeters ins Tor beförderte. 60 Sekunden darauf erzielte er mit seinem ersten Torschuss sogleich sein erstes Tor. Lemieux gelangen in seiner ersten Spielzeit als drittem Rookie der NHL-Historie nach Peter Šťastný (109) und Dale Hawerchuk (103) 100 Scorerpunkte. Er erhielt die Calder Memorial Trophy als bester Neuprofi der National Hockey League und wurde als wertvollster Spieler des NHL All-Star-Game geehrt.
In seiner zweiten NHL-Saison erreichte Lemieux in 79 Spielen 141 Scorerpunkte und war damit zweitbester Punktesammler hinter Wayne Gretzky, der mit 215 Punkten einen bis heute gültigen Rekord aufstellte. Trotzdem wurde er und nicht Gretzky als bester Spieler der NHL mit dem Lester B. Pearson Award ausgezeichnet. Nach einer von Verletzungen geprägten dritten Saison war Lemieux 1987/88 erstmals Topscorer der NHL und gewann folglich seine erste Art Ross Trophy. Zusätzlich wurde er als wertvollster Spieler mit der Hart Memorial Trophy geehrt. Die Folgesaison sollte für Lemieux seine statistisch erfolgreichste werden: Der Center erzielte in 76 Spielen 85 Tore und 114 Torvorlagen und war mit insgesamt 199 Scorerpunkten erneut bester Punktesammler der Liga. Die Penguins qualifizierten sich erstmals mit Lemieux für die Play-offs des Stanley Cup, in denen sie in der zweiten Runde den Philadelphia Flyers unterlagen. Im Jahr darauf erzielte Lemieux in 46 aufeinanderfolgenden Spielen mindestens einen Punkt, was die zweitlängste Punkteserie der NHL-Historie darstellt (Gretzky, 51). Daneben gelang ihm am 31. Dezember 1988 als erstem und bis heute einzigen Spieler, in einem Spiel fünf Tore in allen fünf unterschiedlichen Spielsituationen zu erzielen: 5 gegen 5, im Powerplay, in Unterzahl, mit einem Penalty und ins leere Tor. Am 20. Januar 1989 erzielte Lemieux bei der 3:7-Niederlage gegen die Winnipeg Jets im 46. Saisonspiel Pittsburghs sein 50. Saisontor und wurde dadurch nach Maurice Richard, Mike Bossy und Wayne Gretzky der vierte Spieler der NHL-Geschichte, dem es gelang, die besondere Leistung von 50 Toren in 50 Spielen zu erreichen. In derselben Partie überholte er zudem Rick Kehoe als bisher erfolgreichsten Scorer der Penguins.
Trotz der individuellen Leistungen Lemieux’ wurde dem Spieler von einigen Kritikern ein eindimensionales Spiel sowie mangelnder Einsatz vorgeworfen und aufgrund des ausstehenden Gewinns des Stanley Cups unterstellt, er kümmere sich mehr um die eigenen Statistiken als um den Erfolg des Teams.

### Stanley-Cup-Erfolge

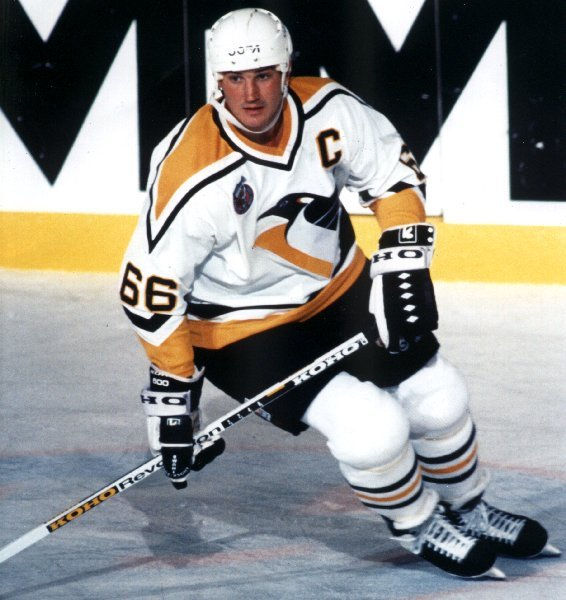
Lemieux im Trikot der Pittsburgh Penguins (1992).

Ab der Spielzeit 1989/90 litt Mario Lemieux unter anhaltenden Rückenbeschwerden, die im Laufe seiner Karriere zahlreiche Operationen zur Folge hatten und es ihm unter anderem aufgrund der Schmerzen unmöglich machten, seine Schlittschuhe zuzuschnüren. Durch eine seltene Knochenerkrankung infolge einer Infektion nach einer Bandscheibenoperation im Juli 1990 verpasste Lemieux die ersten 50 Spiele der Saison 1990/91.
Die Pittsburgh Penguins ernannten vor der Saison Bob Johnson zum Cheftrainer und verpflichteten während der Spielzeit unter anderem Ron Francis und Ulf Samuelsson. Daraufhin trat, gepaart mit den Leistungen von Rookie Jaromír Jágr, der im NHL Entry Draft 1990 von den Penguins an fünfter Stelle ausgewählt wurde, und der Rückkehr Lemieux’ in den Kader Pittsburghs Ende Januar 1991, eine signifikante Leistungssteigerung ein. In den letzten 14 Spielen der regulären Saison holten die Penguins einen Rückstand von zehn Punkten auf die New York Rangers auf und gewannen erstmals die Patrick Division. In den Play-offs 1991 bezwang das Team die New Jersey Devils, die Washington Capitals und die Boston Bruins sowie im Stanley-Cup-Finale die Minnesota North Stars. Es war der erste Gewinn des Stanley Cups für die Penguins. Lemieux erzielte in 23 Spielen 44 Punkte und wurde als wertvollster Spieler der Play-offs mit der Conn Smythe Trophy geehrt.
Am 29. August 1991 wurde bei Bob Johnson ein Gehirntumor diagnostiziert. Der Trainer wurde in ein Krankenhaus eingeliefert und erlag seiner Krankheit am 26. November. Als neuer Trainer wurde am 2. Oktober, zunächst interimsweise, Scotty Bowman ernannt. Am 24. März 1992 erzielte Lemieux gegen die Detroit Red Wings in seinem 513. NHL-Spiel seinen 1000. Scorerpunkt. Lemieux verpasste 1991/92 verletzungsbedingt 16 Spiele, trotzdem war er mit 131 Punkten zum dritten Mal in fünf Jahren Topscorer der NHL. Pittsburgh qualifizierte sich als drittplatziertes Team der Patrick Division für die Play-offs und erreichte nach Siegen gegen Washington, New York und Boston erneut das Finale um den Stanley Cup. Die Penguins gewannen die Best-of-Seven-Serie gegen die Chicago Blackhawks durch einen Sweep (d. h. ohne Niederlage) und Lemieux wurde anschließend abermals als Play-off-MVP ausgezeichnet.
Im Anschluss an die Saison unterzeichnete Lemieux einen neuen Siebenjahresvertrag in der Höhe von 42 Millionen US-Dollar, wodurch er zum bestbezahlten Spieler der Liga avancierte.

### Krebserkrankung und Rücktritt
Am 12. Januar 1993 wurde bei Lemieux das Hodgkin-Lymphom diagnostiziert und er unterzog sich einer knapp zweimonatigen Strahlentherapie. Er verpasste insgesamt 24 Spiele und flog noch am Abend seiner letzten Behandlung am 2. März 1993 nach Philadelphia und erzielte bei der Partie gegen die Flyers sogleich ein Tor sowie eine Torvorlage. Nach Lemieux’ Rückkehr gewannen die Penguins zwischen dem 9. März und dem 10. April 17 Spiele in Folge und stellten somit einen neuen NHL-Rekord auf. Die während der regulären Saison gesammelten 119 Punkte waren zugleich ligaweit die meisten und führten folglich zu Pittsburghs erstem Gewinn der Presidents’ Trophy. Mario Lemieux wurde trotz Krebserkrankung mit 160 Punkten aus 60 Partien erneut erfolgreichster NHL-Scorer; sein Punkteschnitt aus der Saison 1992/93 von 2,67 pro Spiel ist der dritthöchste der NHL-Historie (Gretzky, 2,77 (1983/84) bzw. 2,69 (1985/86)). In den Play-offs 1993 schieden die Penguins in der zweiten Runde gegen die New York Islanders aus. Lemieux wurde im Anschluss an die Spielzeit zum zweiten Mal nach 1988 mit der Hart Memorial Trophy geehrt und erhielt in Anerkennung seiner „außergewöhnlichen Leidenschaft und Hingabe für den Eishockeysport“ die Bill Masterton Memorial Trophy.
Lemieux unterzog sich am 28. Juli 1993 seiner zweiten Rückenoperation in drei Jahren und absolvierte deshalb und aufgrund anhaltender Rückenschmerzen in der Saison 1993/94 nur 22 von 80 möglichen Spielen. Am 29. August 1994 gab er bekannt, die gesamte Spielzeit 1994/95 vom Eishockey auszusetzen, da er als Spätfolge der Strahlentherapie vom Frühjahr 1993 Ermüdungserscheinungen verspürte; außerdem erhoffte er sich durch die Auszeit eine Abschwächung der Rückenschmerzen. Nach der Pause präsentierte er sich in bestechender Form: In der NHL-Saison 1995/96 erzielte er in 70 Partien 69 Tore und insgesamt 161 Scorerpunkte. Erneut führte er die Topscorerliste an und wurde als siebter Spieler der NHL-Historie zum dritten Mal mit der Hart Memorial Trophy als wertvollster Spieler der Liga ausgezeichnet. Die Pittsburgh Penguins erreichten in den Play-offs 1996 das Eastern-Conference-Finale und unterlagen dort den Florida Panthers.
In der folgenden Off-Season (Spielpause zwischen zwei Saisons) entschied sich Mario Lemieux, seine Spielerkarriere nach der Spielzeit 1996/97 zu beenden. Als Begründung führte er ungewisse Langzeitauswirkungen bezüglich seines Rückenleidens an; außerdem wolle er mehr Zeit mit seinen Kindern verbringen. Die Rücktrittsankündigung tat der sportlichen Leistung in seiner vermeintlich letzten Saison in der NHL keinen Abbruch. Lemieux gewann dank 122 Punkten aus 76 Partien seine sechste und letzte Art Ross Trophy und wurde zum fünften Mal in das NHL First All-Star-Team gewählt. Sein vorerst letztes Spiel bestritt er am 26. April 1997. Die 3:6-Niederlage gegen die Philadelphia Flyers war zudem gleichbedeutend mit Pittsburgh Ausscheiden aus den Play-offs 1997.
Zum Zeitpunkt seines ersten Rücktritts war Lemieux in 745 von 1020 möglichen Spielen aufgelaufen. Allein in den 1990er Jahren verpasste er verletzungsbedingt insgesamt mehr als drei volle Spielzeiten. Lemieux erzielte 613 Tore und 881 Assists für insgesamt 1494 Scorerpunkte. Sein Punkteschnitt von 2,01 pro Spiel sowie seine Torstatistik von 0,82 pro Partie waren NHL-Rekorde.

## Übernahme der Penguins
Mit Lemieux’ Karriereende nahm das Interesse an den Penguins ab und die Zuschauerzahlen sanken signifikant. Beispielsweise wurden 1998/99 knapp 30 % weniger Dauerkarten verkauft als noch zu Lemieux’ letzter Saison 1996/97. Gepaart mit drastisch gestiegenen Spielergehältern (von 9 Millionen US-Dollar 1991 auf 34 Millionen US-Dollar 1999) sowie der fast 40 Jahre alten, unprofitablen Civic Arena wuchsen die Schulden der Penguins auf etwa 100 Millionen US-Dollar an. Lemieux selbst war mit rund 26 Millionen US-Dollar an ausstehenden Gehaltszahlungen größter Gläubiger des Franchise. Die beiden Besitzer Roger Marino und Howard Baldwin stritten sich derart öffentlich über Ausrichtung und Zukunft des Teams, dass die National Hockey League beiden Funktionären untersagte, in der Öffentlichkeit weiterhin Kommentare über den anderen zu äußern. Am 13. Oktober 1998 meldeten die Pittsburgh Penguins Insolvenz an.
Lemieux’ Beraterstab entwickelte ein Geschäftsmodell, das vorsah, sämtliche Schuldner auszuzahlen und das Team wieder profitabel zu machen. Ein erheblicher Teil sollte durch Investoren finanziert werden. Großen Anteil an der erfolgreichen Investorensuche hatte der Milliardär Ronald Burkle, der das riskante Vorhaben mit einer großen Geldsumme unterstützte. Nach einem Frühstück mit Lemieux’ Gruppe im März 1999 hatten sie „20 Millionen US-Dollar und sofortige Glaubwürdigkeit“. Zudem erklärte sich Lemieux bereit, 20 Millionen US-Dollar seiner ausstehenden Gehaltszahlungen in Aktienanteile umzuwandeln, wodurch ihm das Franchise nur noch 6 Millionen US-Dollar schuldete. Insgesamt aktivierten sie knapp ein Dutzend Investoren und am 1. September stimmte das NHL Board of Governors der Übernahme zu.

## Comeback und Karriereende (2000–2006)

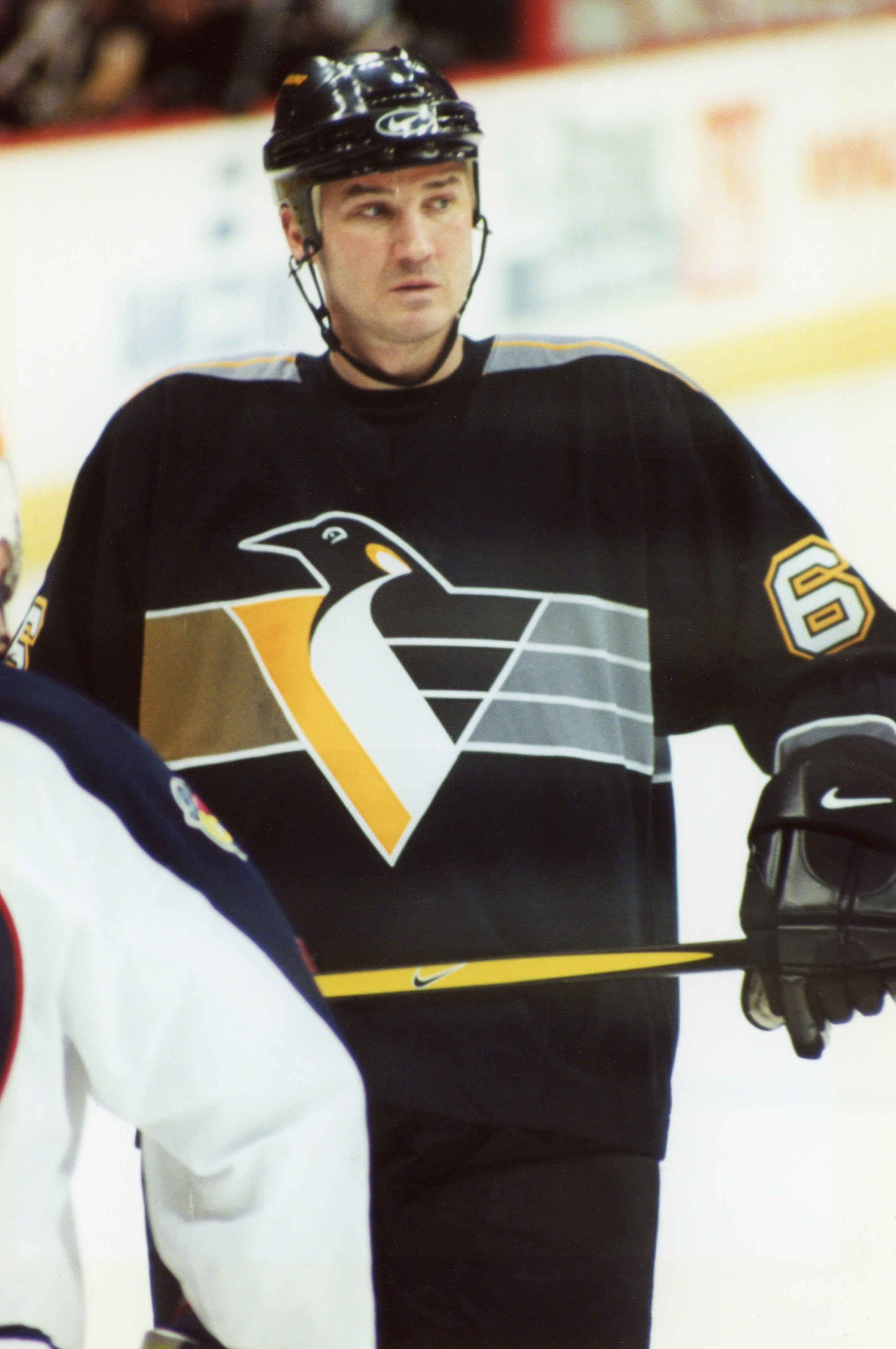
Mario Lemieux nach seiner Rückkehr zu den Penguins (2001).

Im Dezember 2000 verkündeten die Pittsburgh Penguins Mario Lemieux’ Rückkehr als aktiver Spieler. Der damals 35-Jährige befand sich „in besserer physischer und mentaler Verfassung als mit 22, 23 Jahren“ und betrieb seit November 2000 Kraft- und Ausdauertraining. Zur Vermeidung von Interessenskonflikten musste er sein Stimmrecht als Franchisebesitzer beim NHL Board of Governments an einen Stellvertreter abgeben.
Lemieux lief am 27. Dezember 2000 nach 44-monatiger Pause wieder in einem NHL-Spiel auf. Beim 5:0-Erfolg der Penguins gegen die Toronto Maple Leafs gelangen ihm auf Anhieb ein Tor und zwei Torvorlagen. Fünf Wochen nach seinem Comeback nahm er am NHL All-Star-Game 2001 teil. Insgesamt absolvierte er in der NHL-Saison 2000/01 43 Partien für die Penguins, dabei gelangen ihm 76 Scorerpunkte. Der Schnitt von 1,77 Punkten pro Spiel war ein Ligabestwert. In den Play-offs 2001 scheiterten die Penguins im Eastern-Conference-Finale an den New Jersey Devils. Obschon Lemieux lediglich 43 von maximal 82 Spielen bestritt, wurde er am Saisonschluss sowohl für die Hart Memorial Trophy als wertvollster Spieler, als auch für den Lester B. Pearson Award, der an den besten Spieler der Liga vergeben wird, nominiert. Beide Trophäen erhielt jedoch Joe Sakic von der Colorado Avalanche. Zusätzlich wurde er in das NHL Second All-Star-Team gewählt.
In der Folgesaison konnte Lemieux aufgrund einer Hüftverletzung nur in 24 Partien auflaufen. In der Saison 2002/03 blieb er hingegen weitgehend verletzungsfrei und war mit 91 Punkten aus 67 Spielen Pittsburghs bester Scorer. Zu Beginn der Saison 2003/04 erreichte er als erst sechster Spieler der NHL-Geschichte die Marke von 1.700 Scorerpunkten, verletzte sich jedoch nach zehn Spielen am 1. November 2003 bei einer Partie gegen die Boston Bruins erneut an der Hüfte und fiel nach einer notwendig gewordenen Operation im Januar 2004 für den Rest der Saison aus.
Nachdem die Folgesaison durch einen Lockout („Aussperrung“) komplett ausgefallen war, bestritt Lemieux 2005/06 noch 26 Spiele für Pittsburgh. Am 7. Dezember 2005 wurde bei ihm Vorhofflimmern diagnostiziert, neun Tage darauf absolvierte er gegen die Buffalo Sabres sein 915. und letztes NHL-Spiel, bevor ihm die Herzrhythmusstörung auf unbestimmte Zeit das Spielen unmöglich machte. Mario Lemieux gab am 24. Januar im Alter von 40 Jahren sein endgültiges Karriereende bekannt. Seinen Entschluss begründete er mit dem hohen gesundheitlichen Risiko, das er nicht mehr eingehen wolle, außerdem verspüre er Nebenwirkungen von den Medikamenten gegen seine Herzkrankheit. Daneben frustriere es ihn, nicht mehr auf dem von ihm gewohnten Niveau spielen zu können; die nach dem Lockout „neue NHL“ sei für ältere Spieler nicht mehr geeignet.

## Internationale Karriere mit der kanadischen Nationalmannschaft
Mario Lemieux vertrat sein Heimatland mit der kanadischen Nationalmannschaft erstmals bei der Junioren-Weltmeisterschaft 1983, bei der er hinter Dave Andreychuk zweitbester Scorer der Kanadier war und mit seiner Mannschaft die Bronzemedaille gewann. Zwei Jahre darauf gab er bei der Eishockey-Weltmeisterschaft 1985 seinen Einstand in der kanadischen Herrenmannschaft. Bei dem in der Tschechoslowakei ausgetragenen Turnier belegten die Kanadier hinter der Auswahl der Gastgeber den zweiten Platz.
Seine erste Goldmedaille auf internationaler Ebene gewann Lemieux beim Canada Cup 1987. Bei diesem hochkarätig besetzten Turnier spielte er das einzige Mal bei einem bedeutenden Wettbewerb gemeinsam mit Wayne Gretzky in einer Angriffsreihe. Nach einem 5:3-Sieg gegen die tschechoslowakische Mannschaft im Halbfinale bezwangen die Kanadier die sowjetische Nationalmannschaft in der im Best-of-Three-Modus ausgetragenen Finalrunde nach drei Spielen. Alle Spiele endeten 6:5, die ersten beiden erst nach Overtime. Gretzky wurde mit 21 Scorerpunkten aus 9 Spielen bester Punktesammler des Turniers; Lemieux war mit 11 erzielten Toren erfolgreichster Torschütze.
Nach 15 Jahren Unterbrechung absolvierte Lemieux erst wieder bei den Olympischen Winterspielen 2002 seine nächsten Einsätze für das kanadische Team. Bei diesem Turnier erreichte der zum Mannschaftskapitän ernannte Lemieux mit seinem Team nach Siegen in der Finalrunde über Finnland und Belarus das Endspiel. Kanada bezwang die US-amerikanische Nationalmannschaft mit 5:2; es war Kanadas erste olympische Goldmedaille im Eishockey nach 50 Jahren. Lemieux wurde hinter Joe Sakic mit sechs Punkten aus fünf Spielen zweitbester Scorer des Teams. Da er bereits während der NHL-Saison 2001/02 mit Hüftproblemen spielte und nach dem olympischen Turnier nur noch ein Spiel für die Pittsburgh Penguins absolvieren konnte, bevor er für den Rest der Spielzeit ausfiel, kritisierte die Pittsburgher Lokalpresse, Lemieux habe seine Prioritäten falsch gesetzt (Team Kanada über die Penguins) und hätte zumindest einige olympische Eishockeypartien aussetzen sollen. Sein Verhalten sei Verrat gegenüber seinem Arbeitgeber, der Stadt Pittsburgh und den Fans der Penguins.
Seine letzten internationalen Spiele bestritt Lemieux beim World Cup of Hockey 2004, den die Kanadier für sich entschieden. Er war zudem für den Kader bei den Olympischen Winterspielen 2006 nominiert, lehnte eine Teilnahme jedoch aufgrund seines Gesundheitszustands ab und beendete noch vor Turnierbeginn seine Karriere.

## Karrierestatistik

### International
| Vertrat Kanada bei: - Junioren-Weltmeisterschaft 1983 - Weltmeisterschaft 1985 - Canada Cup 1987 | - Olympischen Winterspielen 2002 - World Cup of Hockey 2004 | Vertrat die National Hockey League bei: - Rendez-vous ’87 |

(Legende zur Spielerstatistik: Sp oder GP = absolvierte Spiele; T oder G = erzielte Tore; V oder A = erzielte Assists; Pkt oder Pts = erzielte Scorerpunkte; SM oder PIM = erhaltene Strafminuten; +/− = Plus/Minus-Bilanz; PP = erzielte Überzahltore; SH = erzielte Unterzahltore; GW = erzielte Siegtore; 1 Play-downs/Relegation; Kursiv: Statistik nicht vollständig)

## Ehrungen

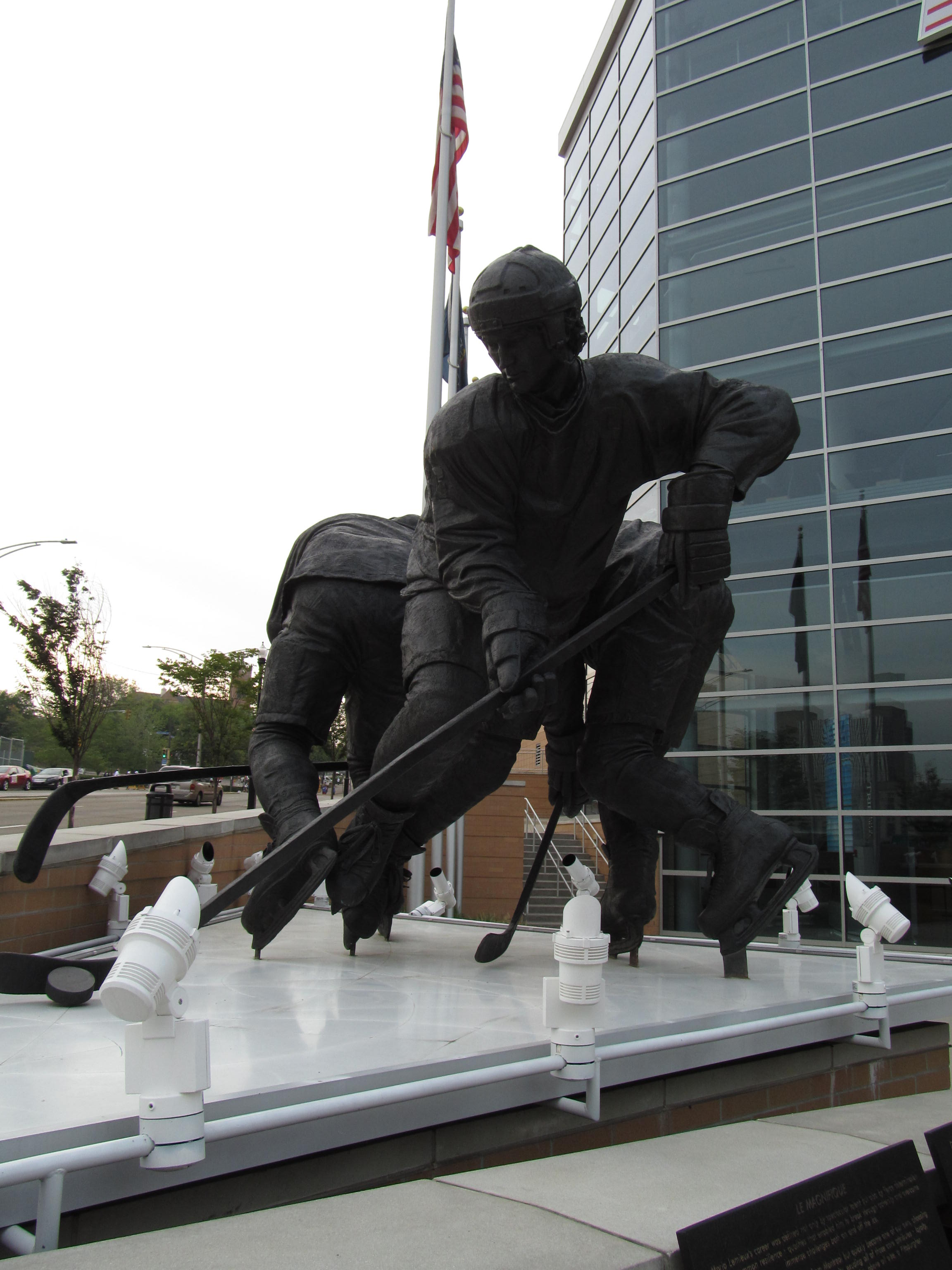
Zu Ehren Lemieux’ wurde 2012 vor Pittsburghs Consol Energy Center eine Statue errichtet.

Nach seinem ersten Rücktritt 1997 verzichtete die Hockey Hall of Fame auf die sonst übliche Wartezeit von mindestens drei Jahren und nahm Lemieux bereits am 17. November 1997 als Mitglied auf. Zwei Tage später wurde sein Trikot mit der Rückennummer 66 von den Pittsburgh Penguins an das Hallendach der Civic Arena gehängt, diese Nummer wird seitdem an keinen weiteren Spieler der Penguins mehr vergeben. Im Mai 1997 wurde zudem der Platz hinter der Civic Arena in „Mario Lemieux Place“ umbenannt, wodurch die Adresse der Spielstätte bis zu deren Demontage beginnend im September 2011 „500 Mario Lemieux Place“ lautete. 2008 erfolgte Lemieux’ Aufnahme in die IIHF Hall of Fame.
Im Juni 2004 erhielt Lemieux einen Stern auf Canada’s Walk of Fame in Toronto. 2009 wurde ihm der den Ritterorden des Ordre national du Québec verliehen, ein Jahr darauf wurde er mit Kanadas höchster Auszeichnung für Zivilpersonen, dem Order of Canada (in der zweithöchsten Klasse Officer of the Order of Canada/Officier de l'Ordre du Canada) geehrt.
Am 7. März 2012 wurde vor Pittsburghs neu errichteter Heimspielstätte Consol Energy Center eine Statue zu Ehren Lemieux’ errichtet. Dargestellt wird eine Spielsituation aus dem Jahr 1988, in der Lemieux zwischen zwei Verteidigern der New York Islanders hindurchgeht und ein Tor erzielt. Bildhauer Bruce Wolfe benötigte 15 Monate zur Fertigstellung.
Zudem nahm der Order of Hockey in Canada Lemieux im Jahrgang 2016 auf und ehrte ihn somit für seine Verdienste um den Eishockeysport in Kanada.

## Spielstil
Mario Lemieux war ein Spieler von großer und kräftiger Statur, der seine physischen Attribute jedoch nur selten verwendete, um an gegnerischen Spielern vorbeizukommen. Stattdessen setzte er dazu seine als hervorragend geltenden schlittschuhläuferischen Fähigkeiten ein oder spielte schnelle Täuschungsmanöver, um zum Torabschluss zu kommen oder besser positionierte Mitspieler in Szene zu setzen. Lemieux’ vergleichsweise lange, als „spinnenartig“ bezeichneten Gliedmaßen ermöglichten es ihm, schnell um Gegenspieler herumzugreifen und -laufen und somit vor ihnen an den Puck zu kommen oder sich vom Gegner zu trennen.
Auf dem Höhepunkt seiner Karriere galt Lemieux als bester Eins-gegen-Eins-Spieler der Geschichte. Nach Einschätzung von Kennern des Eishockeys soll niemals zuvor ein Spieler seine Kombination aus Talent und physischer Präsenz besessen haben, gepaart mit schnellem Antritt, zielgenauen Zuspielen und einem harten, akkuraten Schuss.

## Tätigkeiten als Funktionär

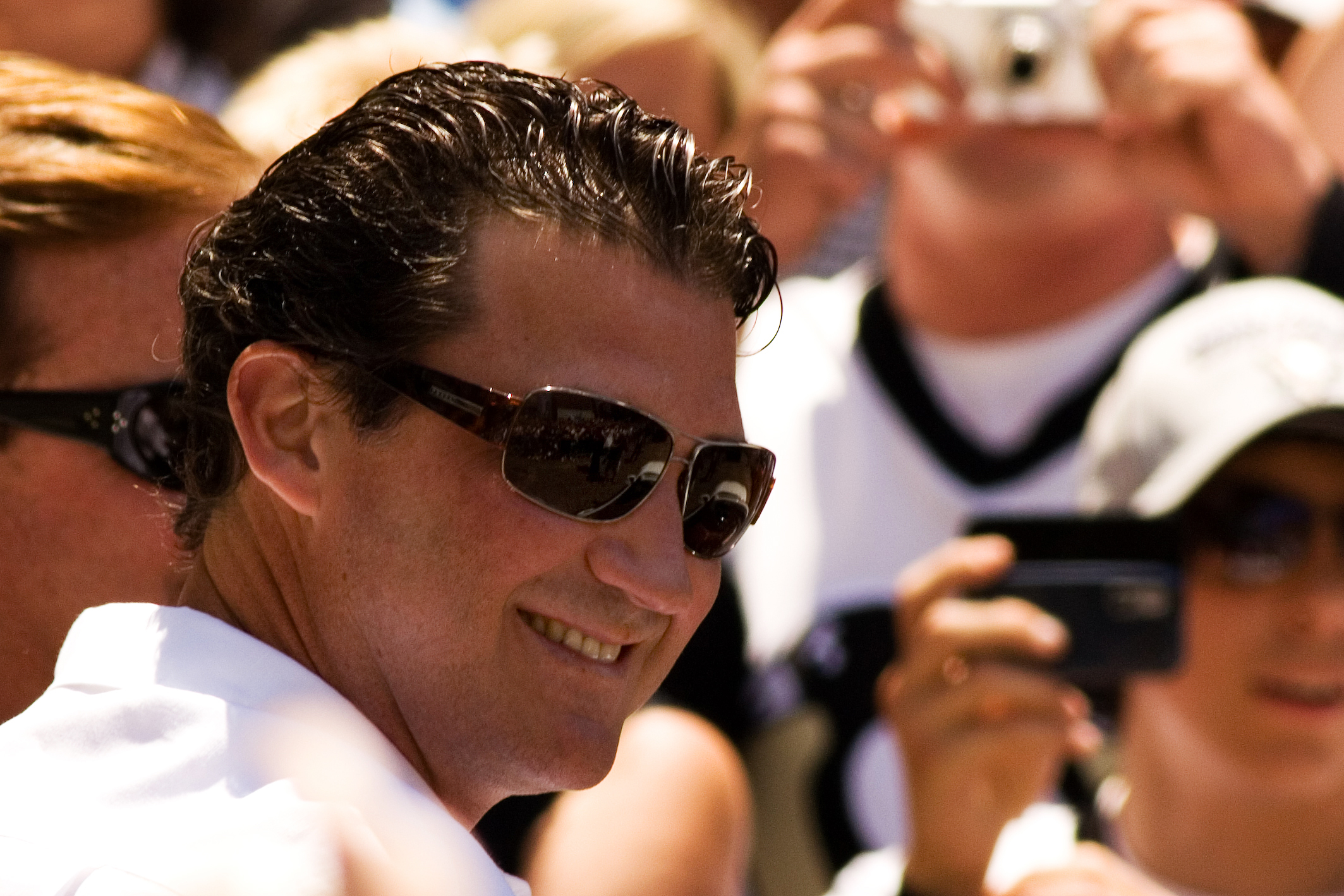
Mario Lemieux bei der Siegesparade nach Pittsburghs Stanley-Cup-Gewinn im Juni 2009.

Anfang Oktober 2006 einigte sich der Vorstand der Pittsburgh Penguins auf einen Verkauf des Franchise an den kanadischen Geschäftsmann und Co-CEO von BlackBerry, Jim Balsillie. Der Kaufpreis lag bei rund 175 Millionen US-Dollar. Im Dezember 2006 zog Balsillie sein Angebot jedoch zurück, da die National Hockey League seiner Meinung nach zu viele Bedingungen an den Verkauf geknüpft hatte. Unter anderem sollte Balsillie garantieren, dass das Franchise in Pittsburgh beheimatet blieb. Außerdem verlangte die Liga das Recht, unter gewissen Umständen den Besitz oder das Management der Penguins zu übernehmen.
Die Zukunft der Penguins war ungewiss, da der Mietvertrag mit der fast 50 Jahre alten Mellon Arena auslief und das Franchise den Bau eines neuen Stadions als Bedingung für den wirtschaftlichen Erfolg und somit den Verbleib in Pittsburgh erachtete. Neben Balsillies Angebot lagen auch konkrete Offerten aus Kansas City und Las Vegas vor. Laut Lemieux sei ein Umzug des Franchise in eine andere Stadt nie ernsthaft in Erwägung gezogen worden. Stattdessen seien die Angebote nur deswegen öffentlich diskutiert worden, um Druck auf die Stadt Pittsburgh aufzubauen. Im März 2007 einigte sich das Gremium um Lemieux und Miteigentümer Ronald Burkle mit der Stadt Pittsburgh nach 18-monatigen Verhandlungen auf den Bau einer neuen, 290 Millionen US-Dollar teuren Multifunktionsarena, dem späteren Consol Energy Center. Der Vertrag garantiert den Verbleib der Penguins in Pittsburgh bis zum Jahr 2037.

## Privates
Lemieux ist seit dem 26. Juni 1993 mit seiner Ehefrau Nathalie verheiratet. Die Hochzeit fand in Anwesenheit von fast 400 Gästen in der Notre-Dame-Basilika in Montreal statt. Zusammen haben sie vier Kinder.
Zu Beginn seiner Karriere rauchte Lemieux täglich eine halbe Schachtel Zigaretten. Er gab das Rauchen aber später auf, vermutlich als Folge seiner Krebserkrankung 1993.
Ab 2009 ließ Lemieux eine Villa im Québecer Skigebiet Mont-Tremblant errichten. Das fast 1400 m² große Anwesen wurde im Stil eines Schweizer Schlosses erbaut und verfügt über 23 Räume, darunter zehn Badezimmer. Die Bauarbeiten wurden im Herbst 2012 abgeschlossen, die Baukosten sollen rund 20 Millionen US-Dollar betragen haben.

## Erfolge und Auszeichnungen

### Canadian Hockey League
| - 1983 LHJMQ Second All-Star-Team - 1984 Coupe-du-Président-Gewinn mit den Voisins de Laval - 1984 Trophée Michel Brière - 1984 Trophée Guy Lafleur | - 1984 CHL-Spieler des Jahres - 1984 Trophée Michael Bossy - 1984 Trophée Jean Béliveau - 1984 LHJMQ First All-Star-Team |

### National Hockey League
| Auszeichnung                                                                 | Jahr/Saison |
| ---------------------------------------------------------------------------- | --- |
| Stanley Cup (** = als Funktionär)                                            | 1991, 1992, 2009 **, 2016 ** |
| Hart Memorial Trophy (Wertvollster Spieler der NHL)                          | 1988, 1993, 1996 |
| Conn Smythe Trophy (Wertvollster Spieler der NHL-Play-offs)                  | 1991, 1992 |
| Lester B. Pearson Award (Bester Spieler der NHL)                             | 1986, 1988, 1993, 1996 |
| Art Ross Trophy (Meiste Scorerpunkte in der NHL)                             | 1988, 1989, 1992, 1993, 1996, 1997 |
| Bester Torschütze (Meiste Tore in der NHL, seit 2000 Maurice Richard Trophy) | 1988, 1989, 1996 |
| Calder Memorial Trophy (Bester Rookie der NHL)                               | 1985 |
| Bill Masterton Memorial Trophy (Auszeichnung für Hingabe und Leidenschaft)   | 1993 |
| NHL Plus/Minus Award                                                         | 1993 |
| NHL First All-Star-Team                                                      | 1988, 1989, 1993, 1996, 1997 |
| NHL Second All-Star-Team                                                     | 1986, 1987, 1992, 2001 |
| NHL All-Rookie-Team                                                          | 1985 |
| NHL-Spieler des Jahres                                                       | 1988, 1989, 1992 |
| NHL-Spieler des Monats                                                       | - 1988: März, Oktober, Dezember - 1989: März - 1991: Dezember - 1992: März, Oktober, Dezember - 1993: März - 1995: November - 1997: Januar - 2001: Januar - 2002: Oktober |
| Teilnahme am NHL All-Star-Game (** = MVP des All-Star-Game)                  | 1985 **, 1986, 1988 **, 1989, 1990 **, 1992, 1996, 1997, 2001, 2002 |

### International
| - 1983 Bronzemedaille bei der Junioren-Weltmeisterschaft - 1985 Silbermedaille bei der Weltmeisterschaft - 1985 First All-Star-Team bei der Weltmeisterschaft - 1987 Goldmedaille beim Canada Cup | - 1987 First All-Star-Team beim Canada Cup - 2002 Goldmedaille bei den Olympischen Winterspielen - 2004 Goldmedaille beim World Cup of Hockey |

### Sonstige
- 1993 Lou Marsh Trophy
- 1997 Aufnahme in die Hockey Hall of Fame
- 2000 Lester Patrick Trophy
- 2008 Aufnahme in die IIHF Hall of Fame
- 2016 Aufnahme in den Order of Hockey in Canada